# Guy Tillim
Guy Tillim (né en 1962 à Johannesburg) est un photographe sud-africain.

## Biographie
Il débute comme professionnel en 1986 et travaille avec le collectif Afrapix jusqu'en 1990. Entre 1986 et 1994 il travaille en free-lance pour des medias locaux ou étrangers comme Reuters ou l'Agence France-Presse (1993-1994)
Photographe de guerre, il a couvert les conflits d'Angola, d'Afghanistan et du Rwanda.
Tillim est aussi un photographe documentaire qui cherche à retracer les changements liés au colonialisme, par exemple en RDC. Sud-africain blanc, il est marqué par l'apartheid et a réalisé des séries sur le Johannesburg d'aujourd'hui, dont le centre est livré à la pauvreté, après que les sud-africains blancs aisés l'aient quitté. Ne subsistent que les immeubles modernistes témoins malgré eux du passé.
Tillim a travaillé pour Reuters et l'Agence France-Presse. Il vit et travaille au Cap.
Guy Tillim est représenté par la Galerie Stevenson (Le Cap, Afrique du Sud) et par l'Agence VU (Paris, France).

## Récompenses et distinctions
- 2002 : mi madre
- 2003 : prix Higashikawa.
- 2004 : prix DaimlerChrysler pour la photographie sud-africaine.
- 2005 : prix Oskar-Barnack.
- 2006 : First Robert Gardner Fellowship in Photography du Peabody Museum à l'université d'Harvard.

## Expositions (partielle)
- 2006, République démocratique du Congo, Petros Village, Malawi, Bienal à Sao Paulo
- 2007,Documenta 12
- 2009, Fondation Henri Cartier-Bresson, Musée Serralves à Porto, FOAM à Amsterdam, Anvers, Peabody Museum à Harvard University, Cambrige, USA
- 2011, Museum of Contemporary Photography à Chicago, Cape Town, Santa Fe (New Mexico), Cincinnati (Ohio), Toronto, Chicago
- 2013, Madrid, Johannesburg, El Paso (Texas)
- 2019,   Museum of Revolution, Fondation Henri Cartier-Bresson

## Publications
- Guy Tillim, Avenue Patrice Lumumba, Munich New York Cambridge, MA, Prestel Peabody Museum of Archaeology and Ethnology, Harvard University, 2008 (ISBN 9783791340661)
- Guy Tillim, Leopold and Mobutu, Trézélan, Filigranes, 2004 (ISBN 9782914381918)